# Andris Nauduzs
Andris Nauduzs (Dobele, 5 de septiembre de 1975) es un antiguo ciclista letón. Profesional de 2000 a 2005, fue campeón de Letonia en Ruta en 2003 y ganó la Stausee Rundfahrt en dos ocasiones. Participó en el Giro de Italia en 2003 y 2004. Obtuvo numerosos top-ten en los esprints masivos. Fue lanzador de Mario Cipollini en los esprints en 2004.

## Palmarés
| 1995 - 1 etapa del Tour de Polonia 1996 - 1 etapa de la Carrera de la Solidaridad y de los Campeones Olímpicos 2000 - Tour del Lago Léman - 4 etapas de la Vuelta a Colombia - 3.º en el Campeonato de Letonia en Ruta 2001 - 1 etapa de la Vuelta al Táchira - Stausee Rundfahrt | 2002 - 2 etapas del Tour de Bulgaria - Tour de Senegal, más 3 etapas 2003 - 2.º en el Campeonato de Letonia Contrarreloj - Campeonato de Letonia en Ruta - 1 etapa del Dookoła Mazowsza 2004 - Giro de Reggio Calabria - Stausee Rundfahrt 2005 - Circuito de Lorraine, más 1 etapa |

## Resultados en Grandes Vueltas
| Carrera | Carrera         | 2000 | 2001 | 2002 | 2003 | 2004  | 2005 |
| ------- | --------------- | ---- | ---- | ---- | ---- | ----- | ---- |
|         | Giro de Italia  | —    | —    | —    | Ab.  | 105.º | —    |
|         | Tour de Francia | —    | —    | —    | —    | —     | —    |
|         | Vuelta a España | —    | —    | —    | —    | —     | —    |

―: No participa
Ab.: Abandono